# Otiothops pentucus
Espèce
Synonymes
- Otiothops casobus Chickering, 1968

Otiothops pentucus est une espèce d'araignées aranéomorphes de la famille des Palpimanidae.

## Distribution
Cette espèce est endémique des îles Vierges. Elle se rencontre aux îles Vierges des États-Unis à Saint John et aux îles Vierges britanniques à Virgin Gorda.

## Description
Le mâle holotype mesure 4,81 mm.
Les mâles décrits par Platnick en 1975 mesurent de 4,07 à 4,36 mm et la femelle 5,62 mm.

## Publication originale
- Chickering, 1968 : « Two new species of the genus Otiothops (Araneae, Palpimanidae) from the Virgin Islands. » Psyche, vol. 74, p. 203-207 (texte intégral).